# Модель ООН
Модель ООН — гра, що імітує засідання справжніх комітетів протягом засідання членів Організації Об'єднаних Націй.

## Історія
Спочатку в Сполучених Штатах учні коледжів почали моделювати роботу американського Сенату. Далі, коли з'явилися міжнародні організації, стали моделювати і їх діяльність. Найстарша Модель ООН була проведена в Гарварді в 1953 році.
Тепер подібні моделі (в основному моделі ООН) поширилися по всьому світу: від Великої Британії та Франції, до Китаю і Єгипту. Одна з основних моделей у Європі — Європейська міжнародна модель ООН у Гаазі (TEIMUN).

## Моделі ООН

### Українські
- Криворізька Міжнародна Модель ООН - KRIMUN
- Модель ООН в Острозькій академії [Архівовано 3 червня 2020 у Wayback Machine.]
- Дніпровська модель ООН
- Одеська модель ООН
- Київська міжнародна модель ООН[недоступне посилання з липня 2019]
- Львівська Модель ООН [Архівовано 20 січня 2015 у Wayback Machine.]
- Запорізька Модель ООН

### Іноземні
- The European International Model United Nations (TEIMUN Foundation) [Архівовано 1 липня 2013 у Wayback Machine.]
- Берлінська модель ООН [Архівовано 2 липня 2013 у Wayback Machine.]
- Білоруська модель ООН
- Ротаракт міжнародна модель ООН [Архівовано 13 червня 2022 у Wayback Machine.]
- Будапештська модель ООН [Архівовано 1 вересня 2013 у Wayback Machine.]
- Римська модель ООН
- Генуезька модель ООН [Архівовано 15 травня 2013 у Wayback Machine.]
- Гаазька міжнародна модель ООН [Архівовано 10 червня 2006 у Wayback Machine.]
- Model UN Far West в Сан-Франциско [Архівовано 14 червня 2013 у Wayback Machine.]
- Bonn International Model UN, Germany [Архівовано 13 червня 2022 у Wayback Machine.]
- London International Model UN [Архівовано 13 червня 2022 у Wayback Machine.]
- Harvard National Model UN [Архівовано 13 червня 2022 у Wayback Machine.]
- Ольденбурська модель ООН [Архівовано 13 червня 2022 у Wayback Machine.]
- Женевська Модель ООН [Архівовано 24 червня 2022 у Wayback Machine.]
- Віденська Модель ООН [Архівовано 5 січня 2009 у Wayback Machine.]
- China National Model UN [Архівовано 18 лютого 2005 у Wayback Machine.]
- Paris International Model UN https://web.archive.org/web/20181227124944/http://dipmun.org/
- The Cairo International Model UN [Архівовано 29 листопада 2021 у Wayback Machine.]